# Nyelvek listája a beszélők száma szerint
| Nyelv          | Elsődleges országok                                               | Anyanyelvi beszélők száma, millió fő (Encarta, 2006) | Anyanyelvi beszélők száma, millió fő (Ethnologue, 2005) | Beszélők száma, millió (inLingua, 1999) |
| -------------- | ----------------------------------------------------------------- | ---------------------------------------------------- | ------------------------------------------------------- | --------------------------------------- |
| kínai mandarin | Kína, Tajvan                                                      | 1051                                                 | 0873                                                    | 1200                                    |
| arab           | Egyiptom, Algéria, Marokkó, Irak, Irán, Szaúd-Arábia              | 0422                                                 | 0206                                                    | 0225                                    |
| hindi          | India, Banglades                                                  | 0366                                                 | 0181                                                    | 0437                                    |
| angol          | Amerikai Egyesült Államok, Egyesült Királyság, Kanada, Ausztrália | 0341                                                 | 0309                                                    | 0478                                    |
| spanyol        | Spanyolország, Mexikó, Latin-Amerika nagy része                   | 0322                                                 | 0322                                                    | 0392                                    |
| bengáli        | Banglades, India                                                  | 0207                                                 | 0171                                                    | 0200                                    |
| portugál       | Brazília, Portugália, Mozambik, Angola                            | 0176                                                 | 0177,5                                                  | 0184                                    |
| orosz          | Oroszország, Ukrajna, a volt SZU                                  | 0167                                                 | 0145                                                    | 0284                                    |
| japán          | Japán                                                             | 0125                                                 | 0122                                                    | 0126                                    |
| német          | Németország, Ausztria, Svájc, Liechtenstein                       | 0100,1                                               | 0095,4                                                  | 0123                                    |
| koreai         | Észak-Korea, Dél-Korea                                            | 0078                                                 | 0067                                                    | 0076                                    |
| francia        | Franciaország, Kanada, Svájc, Algéria                             | 0078                                                 | 0064,8                                                  | 0125                                    |
| vu             | Kína                                                              | #?                                                   | 0077,2                                                  | #?                                      |
| jávai          | Indonézia, Malajzia                                               | 0075,6                                               | 0075,5                                                  | #?                                      |
| telugu         | India, Malajzia, Fidzsi-szigetek                                  | 0069,7                                               | 0069,7                                                  | #?                                      |
| maráthi        | India                                                             | 0068                                                 | 0068                                                    | #?                                      |
| vietnámi       | Vietnám, Kambodzsa                                                | 0068                                                 | 0067,4                                                  | #?                                      |
| tamil          | India, Srí Lanka                                                  | 0066                                                 | 0066                                                    | #?                                      |
| olasz          | Olaszország, Svájc                                                | 0062                                                 | 0061,5                                                  | #?                                      |
| török          | Törökország, Ciprus                                               | 0061                                                 | 00?                                                     | #?                                      |
| urdu           | India, Pakisztán                                                  | 0060,3                                               | 0060,5                                                  | 0103                                    |
| pandzsábi      | Pakisztán, India                                                  | 0057                                                 | 0088,8                                                  | 0095                                    |
| maláj–indonéz  | Indonézia, Malajzia                                               | #?                                                   | 0040,7                                                  | 0159                                    |
| ukrán          | Ukrajna, Oroszország                                              | 0047                                                 | 00?                                                     | #?                                      |
| gudzsaráti     | India, Tanzánia, Zimbabwe                                         | 0046,1                                               | 00?                                                     | #?                                      |
| thai           | Thaiföld, Szingapúr                                               | 0046                                                 | 00?                                                     | #?                                      |
| lengyel        | Lengyelország, Litvánia                                           | 0044                                                 | 00?                                                     | #?                                      |
| malajálam      | India                                                             | 0035,7                                               | 00?                                                     | #?                                      |
| kannada        | India                                                             | 0035,3                                               | 00?                                                     | #?                                      |
| orija          | India                                                             | 0032,3                                               | 00?                                                     | #?                                      |
| burmai         | Mianmar, Banglades                                                | 0032,2                                               | 00?                                                     | #?                                      |
| azeri          | Azerbajdzsán, Irán                                                | 0031,4                                               | 00?                                                     | #10,444                                 |
| perzsa         | Irán, Afganisztán, Irak                                           | 0031,3                                               | 00?                                                     | #?                                      |
| szunda         | Indonézia                                                         | 0027                                                 | 00?                                                     | #?                                      |
| pastu          | Pakisztán, Afganisztán                                            | 0026,8                                               | 00?                                                     | #?                                      |
| román          | Románia, Moldova                                                  | 0026,8                                               | 00?                                                     | #?                                      |
| bhodzspuri     | India, Nepál                                                      | 0026,2                                               | 00?                                                     | #?                                      |
| hausza         | Nigéria, Niger                                                    | 0024,2                                               | 00?                                                     | #?                                      |
| dán            | Dánia, Svédország, Norvégia, Németország                          | 0015                                                 | 00?                                                     | #?                                      |
| magyar         | Magyarország, Ukrajna, Románia, Szlovákia, Szerbia, Csehország    | 0015                                                 | 0010                                                    | #5                                      |